# 水のともだちカッパーマン
『水のともだちカッパーマン』（みずのともだちカッパーマン）は、徳弘正也による日本の漫画。

## 概要
『週刊少年ジャンプ』（集英社）において、1995年第45号から1996年第30号まで連載された。単行本はジャンプ・コミックスより全3巻。
人間と河童のハーフである河太郎が活躍する妖怪漫画。当初は行方不明の母親を探す河太郎が、その過程で妖怪が絡む様々な事件に遭遇し、事件の原因である妖怪の退治を行うと云った展開だったが、途中からSF的な要素も顕著となり、過去に地球にやってきた凶悪な宇宙人の生き残りと戦う展開に変わる。
作者特有のギャグや下ネタは健在で、それに加えて現在の日本のみならず地球が抱える環境問題にも触れている。

## あらすじ
人間と河童のハーフである河太郎は、河童である父の遺言から人間として生き、幼い頃に別れた母親を探す旅をしている。旅の途中で妖怪マニアの少女金剛寺 舞と出会い、河太郎に興味をもった舞の誘いで、彼女の実家であるお寺『金剛寺』で暮らす事になる。そんな河太郎のもとに妖怪が絡む様々な事件が舞い込んでくる。

## 登場人物
河太郎（かわたろう）
人間と河童のハーフ。人間である母親は幼い頃に姿を消し、父親の河童により育てられたが、父親の死をきっかけに母を探すために人間の住む街にやってくる。
「自分が死んだら、甲羅を取って人間として生きろ」という、父からの遺言を守り、背中の甲羅を取っていて、頭の皿と足にヒレがある以外は外見上人間と変わらない。
頭から強力な「カッ波」を照射し、両手は鋭利なカッターになるが、これら妖怪の力を使い過ぎると、それを補うために口がクチバシに手が水かきに変わるなど、妖怪化してしまう（しばらく妖怪の能力を使わないと元に戻る）。
体液は水に混ざると高い治癒能力を発揮し、舞の古傷を始めから無かったように消すこともあった。これは伯母の河菊も河童の能力としては聞いたことがないと言う、河太郎だけの能力。
徳弘作品の主人公の例に漏れずスケベ。
金剛寺 舞（こんごうじ まい）
人間の少女で、高校生。河太郎と街中で偶然出会う。金剛寺というお寺の住職の娘で、河太郎を自分の家に連れて行き、一緒に暮らすことになる。両親は離婚していて、現在は父親と一緒に暮らしているが、時折母親に逢いに行っている。
妖怪マニアで、妖気を感じることが出来、当初は研究材料として河太郎に興味をもっていたが、異性として意識するようになる。
猫また
かつて河太郎に助けられた猫の妖怪。人間に化けることも可能で（ただし、尻尾はそのまま）、その姿は美少女。河太郎のことが好きで、河太郎と舞が仲良くするのが気に入らない。
舞の父（まいのちち）
金剛寺の住職で、舞の父親。本名は不明。一見すると人徳者に見えるが、河太郎を使い金儲けをしようとしたりするなど、聖職者として少々問題のある行動をすることはあるものの、悪人ではない。父親として娘が河太郎と仲良くしているのが気になっている。
四井みゆき（よついみゆき）
河太郎の母。雄河童と恋に落ち、河太郎を出産するが、河太郎が幼い頃、姿を消し人間の男性と結婚する。河太郎とは異父弟にあたる清彦が魔物に取り憑かれてしまい、それを治して、魔物を退治して欲しいという理由から河太郎を探していた。最終決戦時に河太郎の再会するも河童化していた河太郎を見て気絶したが、自分の行為を反省し改心、涙の抱擁を果たす。
四井 清彦（よつい きよひこ）
河太郎の異父弟で四井財閥の御曹司。魔物によって醜悪な姿にされていたが、河太郎の力で元に戻る。まだ幼い少年だが、頭が良く魔物が高い知能を持っていることを見抜いている。妖怪とのハーフである河太郎を恐れず、自分の兄として慕っている。
河ェ門（かわえもん）
雄の河童で河太郎の父。人間の女性と恋に落ち、河太郎が産まれる。河太郎に、自分が死んだら甲羅を取り、人間として生きるように遺言する。魔物との戦いの記録を遺していた。
河菊（かわぎく）
雌の河童で河ェ門の姉、河太郎にとっては伯母にあたる。かつて魔物と戦った経験があり、魔物と戦う河太郎達に協力する。長い間生きていることからか、人間に変装する特殊能力を身につけ、普段は人間の老婆として生活している。若い頃は美女の河童でDカップ。
門星（かどぼし）
門星（モンスター）探偵社を営む老人で、正体は妖怪子泣き爺。力を使い過ぎて妖怪化してしまったため、金剛寺に居づらくなり家出した河太郎を探偵員としてスカウトする。興奮すると硯で墨を擦る癖がある。
雪男（ゆきおとこ）
門星探偵社の探偵員で、人間と雪女のハーフ。暑がりで、常にランニングシャツと半ズボンでいる（容姿や喋り方が山下清とよく似ている）。絵が好きで、目撃証言だけで行方不明者そっくりの似顔絵が描ける。
雪男というが、UMAとして知られる雪男とは異なり、雪女の氷の能力を持つ。
魔物（まもの）
清彦を醜悪な姿に変えた張本人。河ェ門が書き遺した古文書によると元禄十四年（1701年）に6匹で地球にやってきた宇宙人で、人間を捕食・狩猟のターゲットとして虐殺していたが、河太郎の父達河童の家族や日本中の妖怪との壮絶な戦いの末、倒され封印される。だが一人のみ生き残り、風の谷のダム工事で封じ込めていた社が破壊され昆虫サイズ（工事作業員曰く「干からびたゴキブリみてぇなの」）で復活してしまう。かつて自分達が産んだ卵を守るために四井財閥が行っていたダム開発を止めさせようとしていたが、現在の日本に妖怪がほとんどいなくなったことを知り、再び本格的な殺戮を開始しようとする。
清彦の目に混入された米粒よりも小さな機械や結界（バリア）発生装置、宇宙船及び搭載された水素爆弾、その爆弾を起動させる為のスイッチ及び前述の結界発生装置を体内に埋め込む技術など、その科学力・技術力は人類を大きく上回る。
不死身とされ、バラバラの状態からでも再生・復活する異常な生命力を見せていたが、実際は1匹が数個の命を与えられていて、絶命したり肉体の欠損が発生した際にその命を使って復活していたに過ぎなかった。その為、命のストックが無くなると死亡するので、元禄時代の襲来時の妖怪達との戦では死を免れる為に6匹の核が融合・巨大化し戦力アップ、妖怪達の殲滅を図った。また、状況や目的に応じて形態を変える（蘇生時の昆虫形態や四井みゆき拉致時のナナフシ形態、最終決戦時の大仏など）、地球上の生物には不可能な能力を持ち、ナナフシ形態の時には人間に寄生して地球の知識を得ていた。
なお、回復やパワーアップの為なら自分達が産んだ卵を食べる共食い的行為を行う程残忍。現代に蘇生した際には、昔の様に人間を喰らうとすぐにバレる為、ミミズや昆虫を捕食していたが、不味かったらしい。

## 書誌情報
- 徳弘正也『水のともだちカッパーマン』集英社〈ジャンプ・コミックス〉
  1. 1996年4月9日初版発行、ISBN 978-4-08-872075-3
  2. 1996年6月9日初版発行、ISBN 978-4-08-872076-0
  3. 1996年10月8日初版発行、ISBN 978-4-08-872077-7